# Gerald Whitham
Gerald Beresford Whitham (13. prosince 1927 Halifax, West Yorkshire, Spojené království – 26. ledna 2014) byl matematik narozený v Anglii a žijící ve Spojených státech. Byl emeritním profesorem aplikované matematiky na Kalifornském technologickém institutu. Je známý především díky práci v matematické fyzice, zejména v oblasti proudění tekutin a vlnění. V roce 1980 obdržel Wienerovu cenu za aplikovanou matematiku.